# 柳濑夏美
柳瀨夏美（日语：やなせなつみ），（1971年5月10日—）是日本女性聲優，東京都出身。舊藝名有。
青二塾日曜生11期畢業及青二塾本科13期畢業，曾加入青二Production及81 Produce，2005年8月起再次成為自由身聲優。

## 出演作品
粗體字是主要角色、女主角

### 電視動畫
- ef - a tale of memories.（新藤千尋）
- ef - a tale of melodies.（新藤千尋）
- 奇天烈百科全書（坂本杏、坂本胡桃、友紀、女孩子、年輕女、湊、客）
- 戀姬†無雙（陸遜）
- 青澀之戀（彩花）
- （雅美）
- Soul Link（稻月奈奈美）
- 逮捕令（勝井祈子）
- D.C.II（花咲茜）
- D.C.II S.S.（花咲茜）
- 七龍珠GT（パレス）
- 花右京女侍隊（森野ユキ）
- 彈珠汽水（石和多惠）
- 羅密歐的藍天（馬里歐）
- 魔法小米路（ポンタ）

2012年
- Little Busters!（神北小毬）

2013年
- Little Busters! ～Refrain～（神北小毬）

2014年
- 灰色的果實（橘千鶴）

2015年
- 灰色的迷宮（橘千鶴）
- 灰色的樂園（橘千鶴）

2021年
- 鍵等（神北小毬）

### OVA
1996年
- 大小姐搜査網（龍崎陽子）

1999年
- 兵蜂PARADISE（麻理）

2000年
- 初吻物語（織倉香奈）

2002年
- 捍衛者21（女神）

2006年
- _summer（波多野小奈美）

2009年
- 戀姬†無雙（陸遜）

2014年
- Little Busters! EX（神北小毬）

### 遊戲
- 女神側身像（那那美）
- Scarlett ～日常的境界線～（葉山美月）
- D.C.II P.S.（花咲茜）
- 同級生（櫻木京子）
- 初吻物語（織倉香奈）
- 初吻物語2（ミキ、織倉香奈）
- 貼紙相（信息提示聲音）
- 彈珠汽水～映在玻璃瓶的海～（石和多惠）
- 約束之地（Fia）
- narcissu SIDE 2nd（姬子）
- 桃華月憚 光風之陵王（上遠野梨恵、謎の占い師）
- Little Busters!（神北小毬）
- 尘骸魔京（DD）
- 戀姬†夢想（陸遜）
- ef - a fairy tale of the two.（新藤千尋）
- 真·戀姬†無雙 吳篇（陸遜）
- 雙櫻奇緣 ～綺麗春日～（櫻菜菜子）
- 花與乙女的祝福 〜春風的贈物〜
- 天津御空！雲之盡頭（吉野川姫）
- 認真和我談戀愛！R（板垣辰子）
- 灰色的果實 -LE FRUIT DE LA GRISAIA-（橘千鶴）
- （神北小毬）
- Island Days（桂心）
- 灰色的迷宮 -LE LABYRINTHE DE LA GRISAIA-（橘千鶴）
- 灰色的樂園 -LE EDEN DE LA GRISAIA-（橘千鶴）
- 雷子（劉備）
- Strawberry Nauts（上級生女子C）

### 廣播劇CD
1993年
- 兵蜂PARADISE 1－3（1993年－1996年，麻里）

1994年
- 國府田麻理子のRadio Canvas

1998年
- 廣播劇CD 初吻物語 初章〜織倉香奈〜（織倉香奈）

1999年
- 兵蜂PARADISE'99（兵蜂）

2001年
- 幻想傳奇 變裝迷宮 -太陽之章-（梅爾）
- 幻想傳奇 變裝迷宮 -月之章-（梅爾）

2006年
- Soul Link The Animation Mission 01 - 04（稻月奈奈美）
- OVA「_summer」廣播劇CD 序章篇（波多野小奈美）
- I/O drama CD Overbrowse Damsel（艾亞）
- narcissu 廣播劇CD（姬子）

2008年
- 初音島II 〜第二季〜「聖夜的選美大騷動!」（花咲茜）

2010年
- 認真和我談戀愛！ 廣播劇CD Vol.4（板垣辰子）

2012年
- 月虹歌劇團 1st Stage 空

### 廣播CD
- 真·戀姬†無雙 再編輯版 Vol.04（2011年）
- ★開運★（2012年）
- 恐怖與笑容的限界値（2012年）
- MiMiRu-☆廣播S&R總集篇
- 廣播收錄（2013年）
- （2015年）

## 外部連結
- 個人網頁 （页面存档备份，存于）